# Freilichtspiele Bad Bentheim
Die Freilichtspiele Bad Bentheim sind ein Freilichtbühnen-Verein in Bad Bentheim (Niedersachsen), der seit 1925 besteht, Mitglied im Verband Deutscher Freilichtbühnen ist und bis heute rund 2 Millionen Besucher zählen konnte.
Die rund 200 aktiven Mitglieder werden von professioneller Regie angeleitet. Neben den beiden Sommerstücken, einem Kinderstück und einem Abendstück, werden regelmäßig Wintermärchen und andere Stücke umgesetzt. Ferner wird die Bühne auch für Gastspiele wie beispielsweise von Musicals und Kabaretts genutzt.

## Geschichte
Am 23. März 1925 gründete sich der Freilichtbühnenverein unter dem Namen „Verein für Vaterländische Freilichtspiele in Bentheim“. Der ersten Inszenierung Die Hermannsschlacht im Gründungsjahr folgten Spieljahre unter anderem mit Wilhelm Tell, Wieland der Schmied, Die Rabensteinerin, Die Nibelungen und Die Räuber. Die Kriegs- und Nachkriegsjahre zerstörten große Teile des Bühnengeländes. Bereits 1949 erfolgte mit Die Rabensteinerin die erste Inszenierung der Freilichtspiele Bad Bentheim in der Nachkriegszeit. Mit insgesamt rund 40.000 Zuschauern wurde die erste Nachkriegsinszenierung ein großer Erfolg. Im Jahr 1950 sahen 60.000 Besucher das Schauspiel Wilhelm Tell. Den Besucherrekord erzielte schließlich Die Jungfrau von Orléans im Jahr 1951 mit 80.000 Gästen.
Neben Klassikern wurden auch Inszenierungen der leichten Muse geboten, mit denen auch dem Erfolg des Fernsehens und dem damit verbundenen Besucherrückgang auf der Freilichtbühne Einhalt geboten werden sollte. Dies gelang 1984 und 1985 mit Aufführungen wie Das Wirtshaus im Spessart und Die drei Musketiere, mit denen die Besucherzahlen im Erwachsenentheater verdoppelt werden konnten. Erfolgreich waren auch Inszenierungen im Musikbereich, so die Musicals Anatevka (1986, 2005, 2006) und My Fair Lady, das 1991 13.000 Besucher sahen.
Seit 1957 werden bei den Freilichtspielen Bad Bentheim auch Märchenspiele gezeigt. Märchenspiele werden immer in der Sommerspielzeit von Mai bis September für jüngere Zuschauer aufgeführt. Nach langen Jahren mit Aufführungen von orientalischen Märchengeschichten und traditionellen Märchenerzählungen der Brüder Grimm hielten auch moderne Kindergeschichten Einzug auf der Naturbühne, so z. B. Die kleine Hexe, Momo und Pippi Langstrumpf, deren Abenteuer 1989 25.000 Zuschauer verfolgten.

## Die Bühne
Die Bühne ist in einem alten Steinbruch für Bentheimer Sandstein errichtet. Hier bieten ein See, Ruinen, Höhlen, steile Felswände und ein Wäldchen eine mittelalterliche, vielseitig einsetzbare Kulisse. Der Zuschauerraum der Freilichtbühne umfasst 1245 Sitzplätze. In der Saison 2011 konnte die Freilichtbühne Bad Bentheim rund 21.000 Besucher verzeichnen.
Im Jahr 2011 wurden ferner konkrete Planungen zum Bau einer Teilüberdachung des Zuschauerraums aufgenommen. Im Mai 2012, zu Beginn der neuen Spielzeit, wurde die Überdachung fertiggestellt. Der Zuschauerraum ist behindertengerecht eingerichtet.

## Bisherige Inszenierungen
| 1925 | Kleist                           | Die Hermannsschlacht                         |
| 1926 | Schiller                         | Wilhelm Tell                                 |
| 1927 | Lienhard                         | Wieland der Schmied                          |
| 1928 | Wildenbruch                      | Die Rabensteinerin                           |
| 1929 | Hebbel                           | Die Nibelungen                               |
| 1930 | Gluth                            | Andreas Hofer                                |
| 1931 | Griebel                          | Reineke Fuchs                                |
| 1932 | Sager                            | Der Hirt von Neuenhaus                       |
| 1933 | Schiller                         | Wilhelm Tell                                 |
| 1934 | Hebbel                           | Die Nibelungen (2 Teile)                     |
| 1935 | Schiller                         | Die Räuber                                   |
| 1936 | Hebbel                           | Kriemhilds Rache                             |
| 1937 | Schiller                         | Wilhelm Tell                                 |
| 1938 | Wildenbruch                      | Die Rabensteinerin                           |
| 1939 | Hebbel                           | Die Nibelungen                               |
| 1949 | Wildenbruch                      | Die Rabensteinerin                           |
| 1950 | Schiller                         | Wilhelm Tell                                 |
| 1951 | Schiller                         | Die Jungfrau von Orléans                     |
| 1952 | Goethe                           | Egmont                                       |
| 1953 | Karl May                         | Winnetou                                     |
|      | Calderon                         | Der Richter von Zalamea                      |
| 1954 | Hofmannsthal                     | Jedermann                                    |
| 1955 | Niemann                          | Wie die Alten sungen                         |
| 1956 | Mandelartz                       | Till Eulenspiegel                            |
| 1957 | Zerkaulen                        | Der Reiter                                   |
|      | Manders                          | Dornröschen                                  |
| 1958 | Blumenthal/Kadelburg             | Im weißen Rößl                               |
|      | Dr. Andreas                      | Schneewittchen                               |
| 1959 | Schiller                         | Wallensteins Lager                           |
|      | Wanne                            | Die Weiber von Schorndorf                    |
|      | Stelter                          | Der gestiefelte Kater                        |
| 1960 | Shakespeare                      | Ein Sommernachtstraum                        |
|      | Karl May                         | Der Schatz im Silbersee                      |
| 1961 | Shakespeare                      | Was ihr wollt                                |
|      | v. Kaulla                        | Das tapfere Schneiderlein                    |
| 1962 | Raeder                           | Robert und Bertram                           |
|      | v. Kaulla                        | Zwerg Nase                                   |
| 1963 | Kleist                           | Prinz Friedrich von Homburg                  |
|      | Heuer                            | Tom Sawyers Abenteuer                        |
| 1964 | Hinrichs                         | Wenn der Hahn kräht                          |
|      | Hinrichs                         | Krach um Jolanthe                            |
|      | Stelter                          | Schneeweißchen und Rosenrot                  |
| 1965 | Dreyer                           | Der Ammenkönig                               |
|      | Calderon                         | Der Richter von Zalamea                      |
|      | Heuer                            | Der Teufel mit den drei goldenen Haaren      |
| 1966 | Jessel                           | Schwarzwaldmädel                             |
|      | Heuer                            | Aschenputtel                                 |
| 1967 | Heuer                            | Der letzte Mohikaner                         |
|      | Heuer                            | Der Meisterdieb                              |
| 1968 | Hinrichs                         | Für die Katz                                 |
|      | Bürkner                          | Rumpelstilzchen                              |
| 1969 | Blumenthal/Kadelburg             | Im weißen Rößl                               |
|      | Heuer                            | Die Prinzessin und der Schweinehirt          |
| 1970 | Kotzebue                         | Die deutschen Kleinstädter                   |
|      | v. Kaulla                        | König Drosselbart                            |
| 1971 | Zuckmayer                        | Der fröhliche Weinberg                       |
|      | Gregan                           | Alef und die Zauberflöte                     |
| 1972 | Patrick                          | Das kleine Teehaus                           |
|      | Manders                          | Die Bremer Stadtmusikanten                   |
| 1973 | Hauptmann                        | Schluck und Jau                              |
|      | Manders                          | Dornröschen                                  |
| 1974 | Dürrenmatt                       | Der Besuch der alten Dame                    |
|      | v. Kaulla                        | Das tapfere Schneiderlein                    |
| 1975 | Brecht                           | Mutter Courage und ihre Kinder               |
|      | Stelter                          | Der gestiefelte Kater                        |
| 1976 | Shakespeare                      | Ein Sommernachtstraum                        |
|      | Richter                          | Der kleine Muck                              |
| 1977 | Lope de Vega                     | Tumult im Narrenhaus                         |
|      | Brüder Grimm                     | Rumpelstilzchen                              |
| 1978 | Zuckmayer                        | Schinderhannes                               |
|      | Wittchen                         | Aschenputtel                                 |
| 1979 | Schiller                         | Wilhelm Tell                                 |
|      | Grimm/Heuer                      | Der Teufel mit den drei goldenen Haaren      |
| 1980 | Goethe                           | Götz von Berlichingen                        |
|      | Grimm/Wanderscheck               | Der Froschkönig                              |
| 1981 | Shakespeare                      | Der Widerspenstigen Zähmung                  |
|      | Grimm/Aalken                     | Schneewittchen und die sieben Zwerge         |
| 1982 | Hofmannsthal                     | Jedermann                                    |
|      | Otfried Preußler                 | Die kleine Hexe                              |
| 1983 | Shakespeare                      | Die lustigen Weiber von Windsor              |
|      | Herzig                           | Dornröschen                                  |
| 1984 | Hoffmann/Grothe                  | Das Wirtshaus im Spessart                    |
|      | Aalken                           | Aladin und die Wunderlampe                   |
| 1985 | Schübel                          | Die drei Musketiere                          |
|      | Rahtjen                          | Das tapfere Schneiderlein                    |
| 1986 | Stein/Bock/Harnick               | Anatevka                                     |
|      | Anderen/Heuer                    | Die Prinzessin und der Schweinehirt          |
| 1987 | Nestroy/Hilpen                   | Lumpazivagabundus                            |
|      | v. Kaulla                        | Zwerg Nase                                   |
| 1988 | Shakespeare                      | Ein Sommernachtstraum                        |
|      | Ende/Huber                       | Momo                                         |
|      | Egner/Hartmann                   | Klaus Klettermaus                            |
| 1989 | Zuckmayer                        | Schinderhannes                               |
|      | Lindgren                         | Pippi Langstrumpf                            |
| 1990 | Brecht                           | Herr Puntila und sein Knecht Matti           |
|      | Ende                             | Jim Knopf und Lukas der Lokomotivführer      |
| 1991 | Loewe/Jerner                     | My fair Lady                                 |
|      | Lindgren                         | Ronja Räubertochter                          |
| 1992 | Loewe/Jerner                     | My fair Lady                                 |
|      | Preußler                         | Die kleine Hexe                              |
| 1993 | Zuckmayer                        | Der Hauptmann von Köpenick                   |
|      | Helge                            | Der Teufel mit den drei goldenen Haaren      |
| 1994 | Patrick                          | Das kleine Teehaus                           |
|      | Baum                             | Der Zauberer von Oos                         |
| 1995 | Berlin                           | Annie Get Your Gun (Musical)                 |
|      | Lück                             | Ali Baba und die 40 Räuber                   |
| 1996 | Schaffer/Bücker                  | Amadeus                                      |
|      | Nola                             | Eine kleine Zauberflöte                      |
| 1997 | Hoffmann/Grothe                  | Das Wirtshaus im Spessart                    |
|      | Korschunow                       | Die Wawuschels mit den grünen Haaren         |
| 1998 | Brecht                           | Die Dreigroschenoper                         |
|      | Preußler                         | Räuber Hotzenplotz                           |
| 1999 | Hugo/Walbohm                     | Der Glöckner von Notre-Dame                  |
|      | Aalken                           | Aladin und die Wunderlampe                   |
| 2000 | Dumas/Walbohm                    | Der Graf von Monte Christo                   |
|      | Lindgren                         | Pippi Langstrumpf                            |
| 2001 | Müller/Charell                   | Im weißen Rößl                               |
|      | Junggeburth                      | Das Dschungelbuch                            |
| 2002 | Aristophanes/Plent               | Lysistrata                                   |
|      | Andersen                         | Ariella, die kleine Meerjungfrau             |
| 2003 | Stoker/Walbohm                   | Dracula lebt                                 |
|      | Kästner                          | Emil und die Detektive                       |
| 2004 | Schübel                          | Die drei Musketiere                          |
|      | Barth                            | Rabatz im Zauberwald                         |
| 2005 | Stein/Bock/Harnick               | Anatevka                                     |
|      | Barrie                           | Peter Pan                                    |
| 2006 | Preussler                        | Die kleine Hexe                              |
|      | Miller                           | Hexenjagd                                    |
|      | Stein/Bock/Harnick               | Anatevka                                     |
| 2007 | Shakespeare                      | Ein Sommernachtstraum                        |
|      | Preußler                         | Der Räuber Hotzenplotz                       |
| 2008 | Verne                            | In 80 Tagen um die Welt                      |
|      | Funke                            | Die wilden Hühner – Fuchsalarm               |
| 2009 | Jerofke                          | Robin Hood                                   |
|      | Ende                             | Jim Knopf und Lukas der Lokomotivführer      |
| 2010 | Jerofke                          | Dr. Jekyll & Mr. Hyde                        |
|      | W. Edelmann                      | Die Schöne und das Biest                     |
| 2011 | Dumas                            | Der Mann mit der eisernen Maske              |
|      | Lindgren                         | Pippi Langstrumpf                            |
| 2012 | G. Sprenger nach de Beaumarchais | Der tolle Tag oder Figaros Hochzeit          |
|      | P. Jahreis nach R. Kipling       | Das Dschungelbuch                            |
| 2013 | Lingnau/Matschos/Wohlgemuth      | Heiße Ecke                                   |
|      | Lindgren                         | Michel aus Lönneberga                        |
| 2014 | Lingnau/Matschos/Wohlgemuth      | Heiße Ecke                                   |
|      | Westermeyer                      | Mirinda Zauberwind                           |
| 2015 | Heymann/Ludwig                   | Linie 1 – Das Musical                        |
|      | Hesse                            | Simba, König der Tiere                       |
| 2016 | Schiffmann                       | Schlager lügen nicht                         |
|      | Plent                            | Ariella, die kleine Meerjungfrau             |
| 2017 | Martin                           | Dracula – das Grusical                       |
|      | W. Barth/K. Rüter                | Rabatz im Zauberwald                         |
| 2018 | Hoffmann/Grothe                  | Das Wirtshaus im Spessart                    |
|      | Ende                             | Jim Knopf und Lukas der Lokomotivführer      |
| 2019 | Heiner Schnitzler                | Kaninchen können`s besser                    |
|      | Christian Gundlach               | Peter Pan                                    |
| 2021 | Dagmar Scherf                    | Alice im Wunderland                          |
| 2022 | Jan Radermacher                  | Rumpelstilzchen                              |
|      | Adam Szymkowicz                  | Marian – Die wahre Geschichte von Robin Hood |
| 2023 | Christian Grundlach              | Grimm und Weg                                |
|      | Thorsten Böhner                  | Wer versteht hier Bahnhof?                   |
| 2024 | Jan Radermacher                  | Rotkäppchen                                  |
|      | Marshall Brickman & Rick Elice   | The Addams Family                            |

## Bisherige Regisseure
| - 1925–1926: Hans Pester - 1927–1929: Hermann Griebel - 1930–1932: Heinz Ohlendorf - 1933: Karl Töppich - 1934: Dr. Gentges - 1935–1939: Karl Glänzer - 1949–1950: Karl Edin Büscher - 1951–1953: Hein Heuer - 1954–1957: Wilhelm M. Mund - 1958–1959: F. Held-Magney - 1960: Gillis van Rappard - 1961: Gerd F. Ludwig - 1962–1969: Hein Heuer - 1970–1971: F. Held-Magney - 1972–1979: Wilhelm M. Mund - 1979–1980: Jasch Jjaschinski - 1979–1982: Wolf Rahtjen - 1983: Willy Herzig - 1984–1985: Wolf Rahtjen | - 1986–1987: Peter Uwe Witt - 1988–1990: Rudolf Plent - 1988: Bernd Aalken - 1991–1992: Hans-Peter Kurr - 1993: Henrik Helge - 1994: Stephan Volkmann - 1995–2000: Hinnerk Walbohm - 2001: Otto Junggeburth - 2002: Rudolf Plent - 2003: Hinnerk Walbohm - 2004: Rudolf Plent - 2005–2008: Gudrun H. Lelek - 2009: Sylvia Karow - 2010: Marcus Jakovljevic - 2011–2012: Lusia Brandsdörfer - 2012–2013: Dorotty Szalma - 2014–2015: Sonja Wassermann - 2016–2018: Gudrun H. Lelek - 2019–2023: Karina-Lisa Bostelmann geb. Pauritsch - 2024–2025: Karina-Lisa Bostelmann / Janina Meiners |

## Verschiedenes
- Es gibt einen in den Verein eingegliederten Musicalchor.